# Walter Klinger (Geistlicher)
Walter Klinger (* 26. Juni 1921 in Altstadt, Tschechoslowakei; † 28. Juli 2010 in Nürnberg) war ein deutscher lutherischer Geistlicher.

## Werdegang
Er war Pfarrer in Obergünzburg, Penzberg, Diakoniepfarrer in Nürnberg und später 1. Pfarrer von St. Johannis in Nürnberg. Bereits im Ruhestand befindlich, nahm er von 1995 bis Dezember 1997 die Aufgaben als Bischöflicher Visitator bei der Deutschen Evangelisch-Lutherischen Kirche der Ukraine (DELKU) wahr.

## Ehrenamtliche Tätigkeiten
Langjährig war er als Administrator der Gustav Schickedanz Stiftung tätig.

## Ehrungen
- 1985: Verdienstkreuz am Bande der Bundesrepublik Deutschland